# Estação Xianlinzhongxin
A estação Xianlinzhongxin (chinês: 仙林中心站, pinyin: Xiānlínzhōngxīn Zhàn, lit. ‘estação Central Xianlin’) é uma estação da linha 2 do metrô de Nanquim. Começou a operar em 28 de maio de 2010 juntamente com o restante da linha 2.